# 高石花酸
高石花酸（英語：Homosekikaic acid）是一种有机化合物，化学式C24H30O8，可见于鹿石蕊、裂杯石蕊等物种。它具有自由基清除活性，是一种天然抗氧化剂。

## 质谱
它的质谱存在酯键断裂的m/z 253.1075和m/z 209.0813的峰，后者的进一步脱甲基及脱羧会得到m/z 194.0944和m/z 165.0914的离子峰。